# Clavipectorale fascie
Clavipectorale fascie (costocoracoide membran; coracoclaviculære fascie) er en stærk muskelhinde placeret under den clavikulære del af pectoralis major.